# Onze-Lieve-Vrouw Ten Troonpriorij

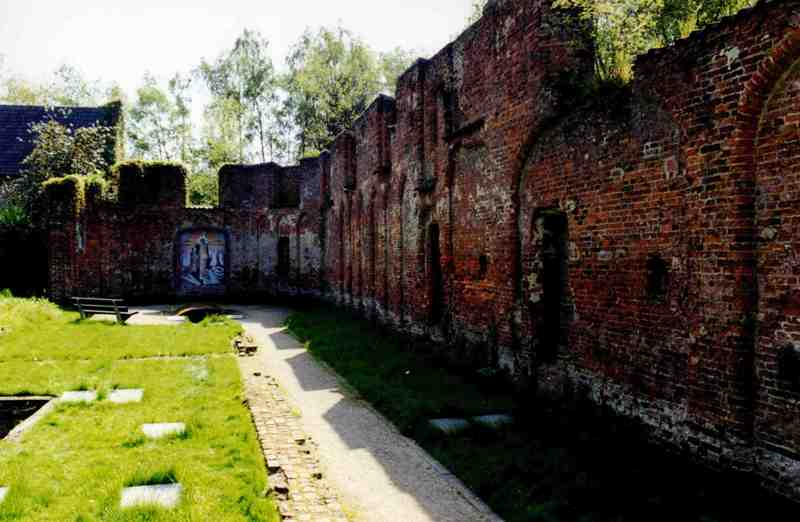
Muurresten van de kerk

De Onze-Lieve-Vrouw Ten Troonpriorij is een voormalige priorij in de Antwerpse plaats Grobbendonk, gelegen aan Troon 30.

## Geschiedenis
De priorij werd gesticht in 1414 door Arnold van Crayenhem, heer van Grobbendonk en drossaard van Valkenburg. Ze werd gebouwd in het gehucht Hulsdonk. De priorij behoorde tot de Congregatie van Windesheim en hield zich onder meer bezig met het verluchten van boeken.
In de jaren 1572-1579 werd de priorij getroffen door plundering en verwoesting. Daarna kwam zij opnieuw tot bloei. Eind 18e eeuw, tijdens het Franse bewind, werden de gebouwen verbeurd verklaard. Uiteindelijk werden zij als boerderij in gebruik genomen, waarbij de kerk als schuur dienst deed. In 1898 werd de kerk door brand verwoest.
Uiteindelijk kwam de kerk in 1950 aan het aartsbisdom Mechelen en in 1992 aan de gemeente. Deze schonk de kerk aan een natuurvereniging die er in 1993 opgravingen uitvoerde en de ruïne liet conserveren. De overige gebouwen zijn eigendom van particulieren.
Het complex bevindt zich in een toegankelijke enclave in een militair domein.

## Gebouwen
De kerk werd ingewijd in 1418 en verkleind en verbouwd in 1579. Het was een bakstenen zaalkerk met driezijdig afgesloten koor waarvan slechts de muren nog aanwezig zijn. In deze ruimte zijn enkele kunstwerken uit 1932 te zien.
Aan de westelijke kant is nog een afsluitingsmuur met poort aanwezig en verder is er een oostelijke vleugel waar vroeger de kapittelzaal, het dormitorium, de refter, de keuken en de kelders zich bevonden. De kern van dit gebouw is 15e-eeuws.